# 롯데호텔 부산
롯데호텔 부산(영어: Lotte Hotel Busan)은 대한민국 부산광역시 부산진구 부전동에 위치한 초고층 호텔이다. 지상 43층, 지하 5층으로 대한민국에 있는 호텔 중 두번째이다. 바로 옆에는 롯데백화점이 자리잡고 있다. 롯데호텔 계열이나 주식회사 부산롯데호텔이라는 별도의 법인이 운영한다.

## 역사
1986년에 착공 계획이 있었다. 1992년 신축이 확정되었고 이후에 착공하여 1995년에 개장했고 1997년 1월 31일 개관하였다. 1997년 개관 당시에는 객실수 기준으로 아시아 최대 규모에 호텔이었다. 1998년 연말 KBS 가요대상 시상식 전에 축하공연의 일부로 롯데호텔 부산의 대연회장이 연결되어 가수 조용필의 부산에서 축하공연이 생중계로 방송되었다.
2002년 당시 2002년 부산 아시안 게임 공식 호텔이었다. 2011년 지하 1층이 백화점으로 바뀐다고 한다. 명품, 잡화, 식품매장 확대한다. 제1회 동아 비즈니스 포럼이 개최되었다. 2016년 11월에 더라운지를 재단장 오픈했다. 2017년 1~2층이 백화점 매장으로 탈바꿈했다.

## 높이
1997년 완공 당시 부산광역시에서 높은 호텔이 되었다. 2008년 더클래식500이 완공되면서 이 마천루가 서울에서 가장 높은 호텔을 자리를 양보하였다. 2012년 콘래드 서울 호텔이 완공된 후에는 롯데호텔 부산보다 높은 호텔이 되었다. 2017년 기준으로 대한민국에서 가장 2번째로 높고 부산진구에서 높은 호텔이다.

## 특징
건물의 특징은 서울에 있는 롯데 본점을 본뜬 것이다. 롯데백화점 부산본점 주변에는 높은 호텔이 있다. 부산에 많은 호텔 중에서 크고 관광객들이 많이 찾아온다. 지분의 100%는 일본에 있는 롯데가 가지고 있다. 지하 5층 ~ 지하 2층에는 지하주차장이 있는데 1층에서 주차장 엘리베이터를 이용해야 한다.

## 내부 시설
729실의 객실과 10개의 식음업장, 11개의 연회장을 갖추고 있으며, 리노베이션을 마친 클럽플로어와 비즈니스 센터, 피트니스 클럽, 카지노, 면세점, 백화점 명품관 등 부대시설을 갖추고 있다.
| 층수                | 시설 |
| ------------------- | --- |
| 43층                | 중식당 도림, 한식당 무궁화, 일식당 모모야마 |
| 42층                | 연회장, 스카이 플로어 |
| 41층                | 연회장 |
| 39층                | 객실 |
| 35층                | 클럽플로어 |
| 34층                | 클럽룸 객실 |
| 33층                | 클럽룸 객실, 클럽라운지 |
| 32층                | 클럽룸 객실 |
| 31층                | 클럽룸 객실, 클럽플로어 |
| 30층                | 하이딜럭스룸 객실, 클럽라운지 |
| 29층                | 하이딜럭스룸 객실 |
| 28층                | 하이딜럭스룸 객실 |
| 10층 ~ 27층         | 객실 |
| 8층                 | 면세점 |
| 7층                 | 면세점, 휘트니스 센터, 사우나, 실내-외 수영장, 에스테틱, 도브 웨딩, 반보석 |
| 6층                 | 이용실 |
| 3층                 | 크리스탈볼룸, 펄룸, 아트홀 |
| 2층                 | 에비뉴엘, 카지노 |
| 1층                 | 에비뉴엘, 로비, 프런트 데스크, 비즈니스 센터, 그룹라운지, 연화예약 상담실, 뷔폐식당 라세느, 이태리식당 와인&다이닝, 더라운지 (골프존/가라오케), 베이커리 델리카한스, 오비드, JTB 여행사, 당코리테일러, 기념품점 |
| 지하 1층            | 에비뉴엘 |
| 지하 5층 ~ 지하 2층 | 지하주차장 (1층에서 주차장 엘리베이터 이용) |

## 같이 보기
- 롯데호텔
- 대한민국의 호텔 목록
- 대한민국의 마천루 목록
- 부산광역시의 마천루 목록